# Палисадос
Палиса́дос (англ. Palisadoes) — томболо (или коса) в приходе Кингстон, графство Суррей, Ямайка. Юридически является крайней южной частью столицы страны — Кингстона. Длина — около 14 км, максимальная ширина — около 1,6 км (на территории аэропорта, где грунт досыпался искусственно), минимальная — 55 метров.
Коса Палисадос сформировалась, по разным оценкам, между 10-м и 2-м тысячелетием до нашей эры. Она является естественным барьером между Карибским морем и гаванью Кингстон. Площадь Палисадос постепенно увеличивается: на морских картах XVII века ясно видно, что тогда это была не коса, а цепочка островов. На западной оконечности Палисадос расположен известный город Порт-Ройал, «сокровищница Вест-Индии» и «одно из самых безнравственных мест на Земле», который на протяжении полутора столетий был торговым центром всего Карибского региона. Землетрясение 1692 года почти полностью уничтожило этот город. В центре косы находится Международный аэропорт имени Нормана Мэнли, второй по величине в стране. У основания Палисадос, на востоке, расположено поселение Харбор-Вью. Вдоль всей косы проложено шоссе.
В 1688 году на кладбище Палисадос был похоронен известный пират Генри Морган. Четыре года спустя его могила, как и всё кладбище, ушла под воду из-за разрушительного землетрясения.
- Вид с Палисадос на гавань Кингстон
- Международный аэропорт имени Нормана Мэнли
- Карта региона 1774 года
- Карта региона 1891 года